# Bayeux
Bayeux er en by i Normandiet i det nordlige Frankrig. Byen var udskibningssted for Vilhelm Erobrerens invasion i England 1066. Byen er berømt for at rumme museet, hvor Bayeux-tapetet udstilles. Broderi, der er omkring 70 meter langt, handler om den normanniske erobring af England. I byen findes også den gotiske katedral Cathédrale Notre-Dame de Bayeux og den botaniske have Jardin botanique de Bayeux.